# Tumbi
El tumbi o toombi (en punjabi: ਤੂੰਬੀ, pronunciación: tūmbī), también llamada tumba o toomba, es un instrumento musical tradicional de la región de Punjab del subcontinente indio del norte. El instrumento de alto tono de cuerda única está asociado con la música tradicional del Punjab y actualmente es muy popular en la música de Bhangra occidental.
El tumbi fue popularizado en la era moderna por el cantante de Punjabi, Lal Chand Yamla Jatt (1914-1991). En las décadas de los sesenta, setenta y ochenta, la mayoría de los cantantes de Punjabi usaban tumbi, como Kuldeep Manak, Mohammed Sadiq, Didar Sandhu, Amar Singh Chamkila y Kartar Ramla. 

## Diseño
El instrumento está hecho de un palo de madera montado con un resonador de cáscara de calabaza. Se pasa una sola cuerda metálica en un resonador sobre un puente y se ata a la llave al final del palo. La cuerda se golpea con el movimiento continuo y la retracción del primer dedo. 

## Uso en música occidental
- «Get Ur Freak On», un hit de 2001 de Missy Elliott producido por Timbaland, introdujo el distintivo sonido del tumbi en la música pop occidental.
- «Mundian Ton Bach Ke Rahin (Beware of Boys)» de Panjabi MC, un gran éxito en las listas de éxitos del Reino Unido, es quizás el ejemplo más conocido del uso del tumbi en la música occidental.
- «20 Inch» de Master P (con el artista de reggae jamaicano Cutty Ranks y el artista de rap Kobra Khan) incluyó un tumbi tocado por el canadiense Shawn Ramta (nieto de la famosa cantante folk de Punjabi, Hazara Singh Ramta).
- «Baby Doll me Sone di» tiene el sonido de este instrumento durante toda la pista.

## Intérpretes
- Lal Chand Yamla Jatt
- Mohammed Sadiq
- Kuldeep Manak
- Didar Sandhu
- Amar Singh Chamkila (padre de chamkila).
- Manmohan Waris
- Sarbjit Cheema
- Sukshinder Shinda
- Sukhwinder Panchhi
- Saeen Zahoor
- Sangtar